# El alma que te trajo
El alma que te trajo è un singolo del musicista venezuelano Safety Trance, con la partecipazione della musicista venezuelana Arca.
Il brano, rilasciato il 16 giugno 2022, è stato poi incluso nella compilation di Arca Kick, pubblicata il 9 dicembre dello stesso anno.

## Descrizione
Il singolo è stato scritto dai due artisti e pubblicato da Boysnoize Records il 16 giugno 2022; Safety Trance — pseudonimo di Luis Garban, meglio noto come Cardopusher —, aveva già in precedenza collaborato come produttore a diversi lavori di Arca. La canzone contiene campionamenti del singolo Rakata di Arca e inizialmente doveva far parte dell'album Kick III, venendo tuttavia esclusa in seguito da esso. Il brano, in spagnolo, è sessualmente esplicito e, in un rap, Arca esprime il desiderio per il suo «papi».

## Video musicale
Il video musicale del brano, diretto da Unax LaFuente e Arca, è stato pubblicato il 16 giugno 2022 sul canale YouTube dell'etichetta discografica Boysnoize Records, e comprende diversi primi piani della stessa Arca.

## Tracce
Testi e musiche di Luis Garban, Alejandra Ghersi.
1. El alma que te trajo (feat. Arca) – 2:24

## Formazione
Crediti tratti dall'edizione streaming del singolo.
- Luis Garban — autore delle musiche, autore dei testi;
- Alejandra Ghersi — autrice delle musiche, autrice dei testi.